# Ауксилиарий (префект)
Ауксилиарий (лат. Auxiliaris) — римский государственный деятель, префект претория Галлии в 430-х годах.

## Биография
Происхождение неизвестно. Принадлежал к сенаторскому сословию, носил титул vir inlustris. В 435 году был префектом претория Галлии, с резиденцией в Арелате, но время вступления в эту должность установить не удается, так как с момента назначения в 425 году префектом Аматия, сведения отсутствуют. Предположительно, Ауксилиарий стал префектом около 431 года, но уверенности в этом нет.
В исторических сочинениях своего времени Ауксилиарий не упоминается, поскольку гражданская должность префекта претория в период падения Римской империи не играла первостепенной роли в провинциальном управлении. В нарративных источниках V века сохранилось больше сведений о военных магистрах Феликсе, Кассии и других, оборонявших вместе с Аэцием Арелат, осаждавшийся вестготами в 426 и 438 годах.
Житие святого Германа Осерского сообщает, что епископ посетил Арелат после своей первой поездки в Британию, вероятно, около 435 года. Он излечил от лихорадки жену префекта (не названную по имени), за что, якобы, Ауксилиарий уменьшил подати Осера.
Согласно Житию святого Илария Арелатского, префект находился в дружеских отношениях с этим епископом. Автор статьи в Provincia Э. Дюпра выражает по этому поводу сомнения, так как Иларий отличался крайне заносчивым и неуживчивым нравом.
Дата окончания полномочий Ауксилиария также неизвестна. В 439 году новым префектом стал Авит, но был ли он преемником Ауксилиария, или между ними кто-либо еще занимал эту должность, неясно.
Вернувшись в Рим, Ауксилиарий обнаружил, что его городской особняк занят неким Аполлодором, также «сиятельным мужем». Бывший префект принес жалобу императору, и новеллой от 9 июня 440 Валентиниан III вернул ему владение. Дело на этом не кончилось, Аполлодор протестовал, и у него, вероятно, были весомые аргументы, так как вторая новелла императора, изданная 27 января 441, отменяла первую.
В последний раз Ауксилиарий появляется в Житии святого Илария под 445 годом, когда епископ обратился к нему за содействием. Иларий, стремившийся распространить свою власть на всю Галлию, низложил епископа Целидония Весонтионского, избранного с нарушениями и имевшего жену, но папа Лев I отменил это решение. Епископ Арелата просил Ауксилиария о содействии в примирении с понтификом, но сенатор в ответном послании сообщал, что ему не удалось погасить папский гнев.
Текст письма цитируется в Житии, и в преамбуле Ауксилиарий назван префектом. Э. Дюпра считает это ошибкой агиографа, а составители PLRE полагают, что речь идет о некоем префекте Рима, предположительно, тождественном прежнему префекту претория Галлии.